# Coenotephria fuscinata
Coenotephria fuscinata är en fjärilsart som beskrevs av Achille Guenée 1868. Coenotephria fuscinata ingår i släktet Coenotephria och familjen mätare. Inga underarter finns listade i Catalogue of Life.